# 鋼の錬金術師 FULLMETAL ALCHEMIST
『鋼の錬金術師 FULLMETAL ALCHEMIST』（はがねのれんきんじゅつし フルメタル アルケミスト）は、ボンズ制作の日本のアニメ。テレビシリーズアニメとして2009年4月5日から2010年7月4日までMBS・TBS系列 (JNN) ほかにおいて放送された。
キャッチコピーは「この掌にあるのは希望か、 絶望か。最強のダークファンタジーがここに」。

## 概要
「月刊少年ガンガン」で連載されていた漫画『鋼の錬金術師』をアニメ化した作品である。タイトルの英訳である「FULLMETAL ALCHEMIST」を正式タイトルに付加している。英題は『Fullmetal Alchemist: Brotherhood』。
本作品は2003年にも一度アニメ化されているが、これは原作の終了予定の目途も立っていない時期に製作されたことから、ストーリー・設定にオリジナル要素が強い独自の完全オリジナルストーリーとなっており、本作品との関係性はない。本作品は第1話を除けば、ほぼ原作に沿った展開や内容でストーリーが進行する。
当初、正確な放送話数が発表されていなかったが、2009年11月1日に開催されたイベントにて、テレビ放送は5クール（1年3か月）の計画であることを発表。
毎日放送（MBS）製作アニメで5クールに渡る作品は、1999年9月の「日5」枠の前身である「土6」枠の『ゾイド -ZOIDS-』以来、約10年ぶりであり、同時期に放送されたNHK教育テレビジョンの『獣の奏者エリン』（ただし、本編と総集編を合わせて）と並ぶ5クール放送となった。
当初は原作が2009年の夏に完結、アニメも2010年の3月に終了予定であったが、原作の最終回が伸びたため、アニメもそれに合わせて5クールでの放送が決まった。その結果、原作は月刊少年ガンガンの2010年7月号（2010年6月11日発売）をもって完結したが、アニメもそれとほぼ同時に最終話を迎えることになった。単行本化されていない部分を描いた第60話後半以降は、ガンガン本誌に掲載されてから短期間でアニメ化される形になったために、荒川に完成する前のラフの状態での原稿をもらい、それを元に絵コンテを描いていた。原作最終話のボリュームが予想以上で（通常の倍の110頁超）、1話でまとめられなかったため、予定していた6月27日放送終了から1話追加して、7月4日に最終話を放送した。
最終話の放送終了後、劇場版『鋼の錬金術師 嘆きの丘（ミロス）の聖なる星』の制作が発表された。アニメ制作は引き続きボンズが担当し、世界観やキャストも本作品に準じているが、スタッフは一部が本作品から変更されている。2011年7月2日公開。

## 原作との相違点
本作品は基本的に原作に準拠しているものの、「なるべく視聴者にわかりやすく」「続きが気になる終わり方」にするために、ストーリーの順番入れ替えや、セリフの一部に変更が加えられている。また、各話ごとの起承転結を考えて、テーマを明確にするために強調するところや簡潔にするところを決めるようにしている。原作は主人公が数か月登場しない回も多いがアニメではなるべく登場させるように心がけている。他にも原作にはないアニメオリジナルの描写などがところどころに追加されている。原作者自ら何度か脚本会議に出席しており、脚本会議の様子について「こんな解釈もあるのか!こんな表現もできるのか!と目からウロコです」と発言している。
原作以上にフィーチャーした演出が本編やオープニング・エンディングテーマで見られる。
原作から本作品アニメ化に際し割愛されたエピソードは主に原作初期に相当する部分で、ユースウェル炭鉱での騒動と列車強盗事件はカットされている。このため、中盤から準レギュラーキャラとなるヨキの出自は、不明になってしまうため、ブリッグスでエルリック兄弟と合流した際にヨキの回想という形で簡潔に纏められた。その際、金に困って泥棒になったヨキがアームストロング家に入るエピソードがあり、そこでは、アレックスの両親と妹のキャスリン、原作の本編には未登場だった次女と三女が登場している。それに対しハクロ少将は、原作序盤での列車強盗事件についての補足はなく、物語終盤の大総統列車爆破事件に際して初登場となった。
錬金術を発動する際に練成陣から発する光は、原作ではカラーの際には黄色で描かれるが、アニメでは、通常の錬成の際の光は青色、「賢者の石」を用いた錬成の際の光は赤色、と区別されている。
オリヴィエの部下であるブリッグズの兵らには、原作では名前が設定されていないキャラが多数いたが、アニメでは何名かに名前がつけられている。そのうち、比較的活躍が多かった、通信係の「カーリー」（声 - 堀川仁）は第55話のアイキャッチに単独登場を果たした。原作から名前がつけられていてより登場の多い、リザとハボック以外のマスタングの部下たちでさえも単独でのアイキャッチ登場はなかったため、原作では無名のキャラクターとしては破格の扱いとなった。

## 2003年版との相違点
制作にあたり、原作者から「登場人物に "死ね" と言わせない」「いくら錬金術が便利だからと言って、空は飛ばないように」と頼まれたという。2003年版アニメと製作会社および放送局は同じであるが、メインスタッフや声優陣は大幅に入れ替わっている。ただしエルリック兄弟をはじめ、一部キャラクターは2003年版の声優が続投し、また2003年版に出演した声優が別のキャラクターで再出演もしている。

## 登場人物

### エルリック兄弟
エドワード・エルリック
声 - 朴璐美
本作品の主人公。通称「エド」。
アルフォンス・エルリック
声 - 釘宮理恵
エドの弟。通称「アル」。

### アニメ版の人物
アイザック・マクドゥーガル
声 - 山寺宏一
「氷結」の二つ名を持つ国家錬金術師。かつてイシュヴァール殲滅戦に参加していたが、その内容に憤って国家錬金術師の称号を返上し、反体制派へ身を投じた。キング・ブラッドレイの思惑を知り、賢者の石を使って殺害を企てるが返り討ちに遭った。
実質的な出番は第1話のみだったものの、物語開始当初からアメストリスに隠された闇の部分に薄々気付いていた、数少ない人物である。そのため、エドはアイザックと対峙した際に浴びせられた言葉の意味を後に知ることになる。
原作の漫画では、イシュヴァール戦争中に行方不明になった部隊として「アイザック隊」が名称のみ登場しているが、基になったキャラクターかは不明。
キャラクターデザインは、原作者のラフイラストを基にして、スカーに近しい「哀」のイメージをプラスして描かれた。
ヒースクリフ・アーブ
声 - 加瀬康之
『それもまた彼の戦場』にのみ登場する。若いころのロイ・マスタングやマース・ヒューズらと同期の士官学校生だった。イシュヴァール人で、人種を理由に一部の上級生らから陰湿ないじめを受けていたが、そのような扱いに慣れてしまっており、真っ向から立ち向かおうとはしなかった。リンチを受けていたところをマスタングらに助けられ、彼らとの親交を深めた。イシュヴァールへの差別意識を、国の最高機関である軍の内側から変えていきたいと、マスタングらに夢を話していた。
イシュヴァール戦争が始まってからは、イシュヴァール人の側について軍の敵となった。焔の錬金術によってマスタングに同胞らを惨殺され、報復のためにマスタングを殺害しようとしたところを、ヒューズに射殺された。

### ゲーム版の人物
クラウディオ・リコ・アエルゴ / クラウディオ・オルファノ・フィオーリ
声 - 東地宏樹
アエルゴ王国の第一王子。茶色い髪に鋭い目つきをしており、気品を漂わせている。長きに渡る戦に終止符をうち、アメストリスとアエルゴの和平を結ぶため、アメストリスに訪れた。国民からはカリスマ的な人気を誇っている。ホムンクルスの企みにより殺されかけたが、奇跡的に無傷ですんだ。意味深な発言をしたりと謎に包まれている。エレナを知っている様子。
その正体はアエルゴのマフィア・フィオーリ一家のボスで、アメストリス国に来る途中の汽車で本物のクラウディオ王子を監禁し入れ替わっていた。エレナの兄で、本名は「クラウディオ・オルファノ・フィオーリ」。本物のクラウディオ王子は老人だが、アエルゴ王家は秘密主義であったため、本物の王子に関する情報はアメストリス国の軍上層部にも伝わっていなかった。
エレナ・フィオーリ
声 - 斎藤千和
クラウディオ王子の訪問と同時に突如表れた少女。栗色の髪に可愛らしい顔立ちをしていて、天真爛漫な性格をしている。また、人が傷つくのを嫌う心の優しい持ち主。街中で偶然アルと出会い、親切にしてもらう。パスポートを持っていないため、アメストリスへは密入国したが、大佐の計らいにより入国記録を申請（偽造）された。
ペドロ・ヒルデブロンド
声 - 田中正彦
アエルゴの科学者。博士号を取得している。機械鎧コンテストに巨大ロボットを挑戦させ、エドと対決するも、敗北。突如姿を現したり消えたりと謎の多い人物。

## スタッフ
- 企画 - 竹田青滋、植田益朗（第14話まで）、勝股英夫（第15話より）、田口浩司、南雅彦
- 原作 - 荒川弘（掲載 月刊「少年ガンガン」スクウェア・エニックス刊）[9]
- シリーズ構成 - 大野木寛[9]
- キャラクターデザイン - 菅野宏紀[9]
- 美術デザイン - 金平和茂[10]
- 路地デザイン - toi8
- 錬成陣デザイン - 荒牧伸志[10]
- キーアニメーター - 福岡英典、金田尚美（第26話まで）、君島繁（第39話より）、亀田祥倫、佐古宗一郎（第27話より）
- アクション作画監督 - 柴田淳（第51話より）
- 美術監督 - 佐藤豪志[10]
- 色彩設計 - 中尾総子
- 撮影監督 - 古本真由子、武井良幸（第26話まで）
- 編集 - 定松剛
- 音響監督 - 三間雅文[10]
- 音響効果 - 倉橋静男
- 音楽 - 千住明[9]
- 音楽プロデューサー - 篠原廣人
- 音楽制作 - アニプレックス
- 音楽協力 - ソニー・ミュージックエンタテインメント
- プロデューサー - 丸山博雄、米内則智、大山良、倉重宣之
- 監督 - 入江泰浩[9]
- アニメーション制作 - ボンズ[9]
- 製作 - 鋼の錬金術師製作委員会[9]（アニプレックス、スクウェア・エニックス、ボンズ）、毎日放送[9]

## 主題歌
歌詞字幕 - あり

### オープニングテーマ
「again」
作詞・作曲・歌 - YUI / 編曲 - 近藤ひさし
第1期（第1話 - 第14話）。
「ホログラム」
作詞・作曲 - 光村龍哉 / 編曲 - 亀田誠治 & NICO Touches the Walls / 歌 - NICO Touches the Walls
第2期（第15話 - 第26話）。最終話のエンディングに使用された。
「ゴールデンタイムラバー」
作詞・作曲・編曲 - 大橋卓弥、常田真太郎 / 歌 - スキマスイッチ
第3期（第27話 - 第38話）。
「Period」
作詞 - 川畑要 / 作曲 - Jonas Myrin、Peter Kvint、江上浩太郎 / 編曲 - 板垣祐介 / 歌 - CHEMISTRY
第4期（第39話 - 第50話）。
「レイン」
作詞 - マオ / 作曲 - ゆうや / 編曲 - シド、西平彰 / 歌 - シド
最終期（第51話 - 第60話、第62話）。第52話および第61話では挿入歌として、第63話ではエンディングに使用された。なお第61話、第63話および第64話はオープニングテーマがない。

### エンディングテーマ
「嘘」
作詞 - マオ / 作曲 - ゆうや / 編曲 - シド、西平彰 / 歌 - シド
第1期（第1話 - 第14話）。
「LET IT OUT」
作詞・歌 - 福原美穂 / 作曲 - 福原美穂、山口寛雄 / 編曲 - 安原兵衛
第2期（第15話 - 第26話）。第27話では挿入歌として使用。
「つないだ手」
作詞 - AILA / 作曲・編曲 - 黒光雄輝 / 歌 - Lil'B
第3期（第27話 - 第38話）。
「瞬間センチメンタル」
作詞 - SCANDAL、小林夏海 / 作曲 - 田鹿祐一 / 編曲 - 川口圭太 / 歌 - SCANDAL
第4期（第39話 - 第50話）。なお、第45話では特別版がオンエアされた。
「RAY OF LIGHT」
作詞・歌 - 中川翔子 / 作曲 - 鈴木健太朗、木村篤史 / 編曲 - 島田昌典
最終期（第51話 - 第62話）。なお、第54話では劇中で挿入されつつ、エンディングに入っていくという構成で使用された。第64話では挿入歌として使用。

## 各話リスト
| 話数   | 放送日         | サブタイトル         | 脚本     | 絵コンテ         | 演出                | 作画監督                                          | DVD/BD収録巻 |
| ------ | -------------- | -------------------- | -------- | ---------------- | ------------------- | ------------------------------------------------- | ------------ |
| 第1話  | 2009年 4月5日  | 鋼の錬金術師         | 大野木寛 | 入江泰浩         | 池添隆博            | 永作友克                                          | 第1巻        |
| 第2話  | 4月12日        | はじまりの日         | 大野木寛 | 入江泰浩         | 三宅和男            | 小澤円                                            | 第1巻        |
| 第3話  | 4月19日        | 邪教の街             | 大野木寛 | 大久保政雄       | 大久保政雄          | 野田康行                                          | 第2巻        |
| 第4話  | 4月26日        | 錬金術師の苦悩       | 土屋理敬 | 三條なみみ       | 佐藤清光            | 飯島弘也                                          | 第2巻        |
| 第5話  | 5月3日         | 哀しみの雨           | 土屋理敬 | 入江泰浩         | 池畠博史            | 塚本知代美                                        | 第2巻        |
| 第6話  | 5月10日        | 希望の道             | 菅正太郎 | タムラコータロー | 矢吹勉              | 関口亮輔                                          | 第2巻        |
| 第7話  | 5月17日        | 隠された真実         | 大野木寛 | 迫井政行         | 園田雅裕            | 安藤正浩                                          | 第3巻        |
| 第8話  | 5月24日        | 第五研究所           | 大野木寛 | 入江泰浩         | 石田暢              | 大城勝                                            | 第3巻        |
| 第9話  | 5月31日        | 創られた想い         | 大野木寛 | 大久保政雄       | 大久保政雄          | 野田康行                                          | 第3巻        |
| 第10話 | 6月7日         | それぞれの行く先     | 土屋理敬 | 寺東克己         | 三宅和男            | 石野聡                                            | 第3巻        |
| 第11話 | 6月14日        | ラッシュバレーの奇跡 | 菅正太郎 | 石平信司         | 佐藤清光            | 飯島弘也 五月二一                                 | 第4巻        |
| 第12話 | 6月21日        | 一は全、全は一       | 大野木寛 | 三沢伸           | 佐藤育郎            | 小澤円                                            | 第4巻        |
| 第13話 | 6月28日        | ダブリスの獣たち     | 菅正太郎 | 福田道生         | 小山田桂子          | 古俣太一                                          | 第4巻        |
| 第14話 | 7月5日         | 地下にひそむ者たち   | 大野木寛 | 石平信司         | 池畠博史            | 塚本知代美                                        | 第4巻        |
| 第15話 | 7月12日        | 東方の使者           | 津村米紀 | 大久保政雄       | 荻原露光            | 野田康行                                          | 第5巻        |
| 第16話 | 7月19日        | 戦友の足跡           | 菅正太郎 | 矢吹勉           | 矢吹勉              | 関口亮輔                                          | 第5巻        |
| 第17話 | 7月26日        | 冷徹な焰             | 大野木寛 | 石平信司         | 園田雅裕            | 安藤正浩                                          | 第5巻        |
| 第18話 | 8月2日         | 小さな人間の傲慢な掌 | 土屋理敬 | 大原実           | 友永和秀 小山田桂子 | 古俣太一                                          | 第5巻        |
| 第19話 | 8月9日         | 死なざる者の死       | 大野木寛 | 石平信司         | 宮原秀二            | 大城勝                                            | 第6巻        |
| 第20話 | 8月16日        | 墓前の父             | 津村米紀 | 寺東克己         | 佐藤育郎            | 川上哲也                                          | 第6巻        |
| 第21話 | 8月30日        | 愚者の前進           | 土屋理敬 | 福田道生         | 佐藤清光            | 飯島弘也                                          | 第6巻        |
| 第22話 | 9月6日         | 遠くの背中           | 菅正太郎 | 石平信司         | 矢吹勉              | 大貫健一                                          | 第6巻        |
| 第23話 | 9月13日        | 戦場の少女           | 土屋理敬 | 三沢伸           | 田中孝行            | 田中祐介                                          | 第7巻        |
| 第24話 | 9月20日        | 腹の中               | 水上清資 | 矢野雄一郎       | 小山田桂子          | 古俣太一                                          | 第7巻        |
| 第25話 | 9月27日        | 闇の扉               | 津村米紀 | 大橋誉志光       | 池畠博史            | 竹知仁美 塚本知代美                               | 第7巻        |
| 第26話 | 10月4日        | 再会                 | 土屋理敬 | 池添隆博         | 池添隆博            | 永作友克                                          | 第7巻        |
| 第27話 | 10月11日       | 狭間の宴             | 津村米紀 | 大橋誉志光       | 矢吹勉              | 関口亮輔                                          | 第8巻        |
| 第28話 | 10月18日       | おとうさま           | 菅正太郎 | 寺岡巌           | 石田暢              | 大城勝                                            | 第8巻        |
| 第29話 | 10月25日       | 愚者の足掻き         | 水上清資 | 大原実           | 筑紫大介            | 橋本和紀 小林祐                                   | 第8巻        |
| 第30話 | 11月1日        | イシュヴァール殲滅戦 | 大野木寛 | 石平信司         | 佐藤育郎            | 川上哲也                                          | 第8巻        |
| 第31話 | 11月8日        | 520センズの約束      | 土屋理敬 | 佐藤清光         | 佐藤清光            | 飯島弘也                                          | 第9巻        |
| 第32話 | 11月15日       | 大総統の息子         | 大野木寛 | 三條なみみ       | 矢吹勉              | 大貫健一                                          | 第9巻        |
| 第33話 | 11月22日       | ブリッグズの北壁     | 菅正太郎 | 石平信司         | 池畠博史            | 関口亮輔                                          | 第9巻        |
| 第34話 | 11月29日       | 氷の女王             | 菅正太郎 | 富沢信雄         | 小山田桂子          | 古俣太一 滝口禎一                                 | 第9巻        |
| 第35話 | 12月6日        | この国のかたち       | 水上清資 | 大橋誉志光       | 池添隆博            | 永作友克                                          | 第10巻       |
| 第36話 | 12月13日       | 家族の肖像           | 土屋理敬 | 大原実           | 佐藤育郎            | 塚本知代美 原田峰文                               | 第10巻       |
| 第37話 | 12月20日       | 始まりの人造人間     | 土屋理敬 | 寺岡巌           | 上田繁              | 鈴木勘太                                          | 第10巻       |
| 第38話 | 12月27日       | バズクールの激闘     | 津村米紀 | 石平信司         | 石田暢              | 大城勝                                            | 第10巻       |
| 第39話 | 2010年 1月10日 | 白昼の夢             | 水上清資 | 矢吹勉           | 内田信吾            | 畑智司                                            | 第11巻       |
| 第40話 | 1月17日        | フラスコの中の小人   | 大野木寛 | 大橋誉志光       | 宮原秀二            | 川上哲也                                          | 第11巻       |
| 第41話 | 1月24日        | 奈落                 | 土屋理敬 | 十文字糺         | 池畠博史            | 大貫健一                                          | 第11巻       |
| 第42話 | 1月31日        | 反撃の兆し           | 菅正太郎 | 大原実           | 佐藤清光            | 飯島弘也                                          | 第11巻       |
| 第43話 | 2月7日         | 蟻のひと噛み         | 津村米紀 | 寺岡巌           | 池添隆博            | 永作友克                                          | 第12巻       |
| 第44話 | 2月14日        | バリンバリンの全開   | 水上清資 | 富沢信雄         | 小山田桂子          | 野口寛明 滝口禎一                                 | 第12巻       |
| 第45話 | 2月21日        | 約束の日             | 土屋理敬 | 大橋誉志光       | 佐藤育郎            | 関口亮輔 柴田淳                                   | 第12巻       |
| 第46話 | 2月28日        | 迫る影               | 大野木寛 | 矢吹勉           | 矢吹勉              | 佐古宗一郎 塚本知代美                             | 第12巻       |
| 第47話 | 3月7日         | 闇の使者             | 水上清資 | 大原実           | 上田繁              | 鈴木勘太                                          | 第13巻       |
| 第48話 | 3月14日        | 地下道の誓い         | 菅正太郎 | 寺岡巌           | 清水久敏            | 川上哲也                                          | 第13巻       |
| 第49話 | 3月21日        | 親子の情             | 津村米紀 | 大橋誉志光       | 石田暢              | 大城勝                                            | 第13巻       |
| 第50話 | 3月28日        | セントラル動乱       | 土屋理敬 | 富沢信雄         | 小山田桂子          | 野口寛明 滝口禎一                                 | 第13巻       |
| 第51話 | 4月4日         | 不死の軍団           | 水上清資 | 三條なみみ       | 佐藤清光            | 飯島弘也                                          | 第14巻       |
| 第52話 | 4月11日        | みんなの力           | 土屋理敬 | 安藤真裕         | 宮原秀二            | 石野聡 大貫健一                                   | 第14巻       |
| 第53話 | 4月18日        | 復讐の炎             | 大野木寛 | 大原実           | 池添隆博            | 永作友克                                          | 第14巻       |
| 第54話 | 4月25日        | 烈火の先に           | 菅正太郎 | 大橋誉志光       | 佐藤育郎            | 菅野宏紀 関口亮輔                                 | 第14巻       |
| 第55話 | 5月2日         | 大人たちの生き様     | 土屋理敬 | 富沢信雄         | 池畠博史            | 滝口禎一 白井裕美子                               | 第15巻       |
| 第56話 | 5月9日         | 大総統の帰還         | 大野木寛 | 寺岡巌           | 石田暢              | 塚本知代美 大城勝                                 | 第15巻       |
| 第57話 | 5月16日        | 永遠の暇             | 水上清資 | 三條なみみ       | 末田宜史            | 堀川耕一 青野厚司                                 | 第15巻       |
| 第58話 | 5月23日        | ひとばしら           | 大野木寛 | 寺岡巌           | 佐藤清光            | 吉岡毅 斎藤恒徳                                   | 第15巻       |
| 第59話 | 5月30日        | 失われた光           | 大野木寛 | 安藤真裕         | 清水久敏            | 川上哲也                                          | 第15巻       |
| 第60話 | 6月6日         | 天の瞳、地の扉       | 大野木寛 | 寺岡巌           | 宮原秀二            | 菅野宏紀 永作友克 石野聡                          | 第16巻       |
| 第61話 | 6月13日        | 神を呑みこみし者     | 大野木寛 | 寺岡巌           | 石田暢              | 塚本知代美 大城勝                                 | 第16巻       |
| 第62話 | 6月20日        | 凄絶なる反撃         | 大野木寛 | 池添隆博         | 池添隆博            | 永作友克 柴田淳 石野聡                            | 第16巻       |
| 第63話 | 6月27日        | 扉の向こう側         | 大野木寛 | 入江泰浩         | 佐藤育郎            | 菅野宏紀 川上哲也 佐古宗一郎                      | 第16巻       |
| 最終話 | 7月4日         | 旅路の涯             | 大野木寛 | 入江泰浩         | 入江泰浩            | 菅野宏紀 塚本知代美 堀川耕一 柴田淳 石野聡 大城勝 | 第16巻       |

- 第46話「迫る影」の放送（2010年2月28日）では、チリ地震の影響による津波警報が画面右下に常時表示されたことで画面が見えにくい状態となったため、視聴者から苦情や再放送を求める声が相次いだ[12]。そのため、MBSなど一部地域にて再放送が行われた（一部地域に限られたのは放送事故によるものではないため）[13]。

未放送エピソード
| DVD/BD収録巻 | サブタイトル       | 脚本     | 絵コンテ   | 演出     | 作画監督 | 原作掲載                      |
| ------------ | ------------------ | -------- | ---------- | -------- | -------- | ----------------------------- |
| 第1巻        | 盲目の錬金術師     | 大野木寛 | 三條なみみ | 安川勝   | 堀川耕一 | 『パーフェクトガイドブック』  |
| 第5巻        | シンプルな人々     | 大野木寛 | 矢野雄一郎 | 外崎春雄 | 松島晃   | 『ブックインフィギュアRED』   |
| 第9巻        | 師匠物語           | 大野木寛 | 富沢信雄   | 池畠博史 | 藤澤俊幸 | 『パーフェクトガイドブック2』 |
| 第9巻        | 師匠初恋物語       | 大野木寛 | 富沢信雄   | 池畠博史 | 藤澤俊幸 | 『ハガレン研究所DX』          |
| 第13巻       | それもまた彼の戦場 | 大野木寛 | 大原実     | 佐藤育郎 | 松田剛吏 | 『ブックインフィギュアBLUE』  |

## 放送局
| 放送局             | 放送期間                      | 放送日時           | 備考                                            |
| ------------------ | ----------------------------- | ------------------ | ----------------------------------------------- |
| MBS・TBS系列 (JNN) | 2009年4月5日 - 2010年7月4日   | 日曜 17:00 - 17:30 | 地上波放送                                      |
| GYAO!              | 2009年4月10日 - 2010年7月9日  | 金曜 24:00更新     | 最新話のみ無料配信                              |
| ShowTime           | 2009年4月17日 - 2010年7月16日 | 金曜 15:00更新     | 最新話のみ会員無料配信 バックナンバーは有料配信 |
| アニマックス       | 2009年7月9日 - 2010年10月7日  | 木曜 22:00 - 22:30 | CS放送 リピート放送あり                         |
| ネットフリックス   | 2015年9月 -                   | 更新時間未定       | HD画質（720p）による配信                        |

### 国外放送
海外では2003年版アニメが『Fullmetal Alchemist』として放送されたため、本作は『Fullmetal Alchemist: Brotherhood』のタイトルで放送された。
下記を含め全世界で20以上の国と地域で放送されている。インターネットの違法動画に対抗して、世界同時期展開を実現させた（これは異例である）。配信制限をかけたため、理論上ではその国以外での視聴は不可能。なお、韓国では「19歳以上視聴可」の指定を受けている。
最終回は、一部地域では、アニメイベントの中で日本時間と同時に放映された。パリの「Japan Expo」や、ロサンゼルスの「Anime Expo」など。
| 国             | 放送局                      | 放送期間                      | 放送日時                                               |
| -------------- | --------------------------- | ----------------------------- | ------------------------------------------------------ |
| 米国           | FUNimation.com              | 2009年4月9日 -                | 12:00 - 12:30 （米国東部時間）                         |
| 米国           | アダルトスイム              | 2010年2月13日 - 2011年9月24日 | 土曜 24:00 - 24:30 土曜 25:00 - 25:30 （米国東部時間） |
| フランス       | fma-brotherhood.net         | 2009年4月11日 - 不明          | 不明 （フランス標準時）                                |
| オーストラリア | Madman.com                  | 2009年 - 不明                 | 不明 （オーストラリア標準時）                          |
| 台湾           | アニマックス台湾            | 2009年4月11日 - 2010年7月10日 | 22:30 - 23:00 （中原標準時）                           |
| 香港           | TVB翡翠台、J2               | 2009年4月22日 - 2010年7月30日 | 22:00 - 22:30 （香港時間）                             |
| 韓国           | ANIONETV、CHAMPTV、ANIBOXTV | 2010年3月1日 - 不明           | 23:00 - 23:30他 （韓国標準時）                         |

## CD

### 主題歌ベストアルバム
- 鋼の錬金術師 FULLMETAL ALCHEMIST FINAL BEST（2010年7月28日、SVWC-7700〜1）
- 鋼の錬金術師 THE BEST（2012年2月29日）

### サウンドトラック
音楽は千住明が担当。
- 鋼の錬金術師 FULLMETAL ALCHEMIST Original Soundtrack 1（2009年10月14日、SVWC-7655）
  - 初回限定盤にはバナー型ステッカーを封入。
- 鋼の錬金術師 FULLMETAL ALCHEMIST Original Soundtrack 2（2010年3月24日、SVWC-7680）
  - 初回限定盤にはジャケットイラストステッカーを封入。
- 鋼の錬金術師 FULLMETAL ALCHEMIST Original Soundtrack 3（2010年7月7日、SVWC-7699）

### キャラクターソング
佐久間正英プロデュースによるロックバンド・THE ALCHEMISTSに、キャラクターがゲストボーカルとして参加するテーマソングシリーズ。初回限定盤にはジャケットイラストステッカーを封入。
Theme of Edward Elric by THE ALCHEMISTS（2009年10月14日、SVWC-7651）
アーティスト - Edward（声 - 朴璐美）and THE ALCHEMISTS
1. 夢の原石
2. 紅月
3. 夢の原石 instrumental
4. 紅月 instrumental

Theme of Alphonse Elric by THE ALCHEMISTS（2009年10月14日、SVWC-7652）
アーティスト - Alphonse（声 - 釘宮理恵）and THE ALCHEMISTS
1. 風に抱かれて
2. Restore steppin'
  - アーティスト - Alphonse（声 - 釘宮理恵） & Edward（声 - 朴璐美）and THE ALCHEMISTS

3. 風に抱かれて instrumental
4. Restore steppin' instrumental

Theme of Ling Yao by THE ALCHEMISTS（2009年12月9日、SVWC-7663）
アーティスト - Ling Yao（声 - 宮野真守）and THE ALCHEMISTS
1. ナンバー王
2. 光の射す場所
3. ナンバー王 instrumental
4. 光の射す場所 instrumental

Theme of Lan Fan by THE ALCHEMISTS（2009年12月9日、SVWC-7664）
アーティスト - Lan Fan（声 - 水樹奈々）and THE ALCHEMISTS
1. 空風
2. そっと、そっと
3. 空風 instrumental
4. そっと、そっと instrumental

Theme of FULLMETAL ALCHEMIST by THE ALCHEMISTS（2010年5月26日、SVWC-7688）
今までのキャラクターソングと新曲を収録したベストアルバム。
1. 夢の原石
  - アーティスト - Edward（声 - 朴璐美）and THE ALCHEMISTS

2. 紅月
  - アーティスト - Edward（声 - 朴璐美）and THE ALCHEMISTS

3. 風に抱かれて
  - アーティスト - Alphonse（声 - 釘宮理恵）and THE ALCHEMISTS

4. ナンバー王
  - アーティスト - Ling Yao（声 - 宮野真守）and THE ALCHEMISTS

5. 空風
  - アーティスト - Lan Fan（声 - 水樹奈々）and THE ALCHEMISTS

6. Bonne nuit
  - アーティスト - Riza Hawkeye（声 - 折笠富美子）and THE ALCHEMISTS

7. 命〜MEI〜
  - アーティスト - Roy Mustang（声 - 三木眞一郎）and THE ALCHEMISTS

8. Restore steppin'
  - アーティスト - Alphonse（声 - 釘宮理恵）& Edward（声 - 朴璐美）and THE ALCHEMISTS

9. 光の射す場所
  - アーティスト - Ling Yao（声 - 宮野真守）and THE ALCHEMISTS

10. そっと、そっと
  - アーティスト - Lan Fan（声 - 水樹奈々）and THE ALCHEMISTS

11. 空を仰げば
  - アーティスト - Winry（声 - 高本めぐみ）and THE ALCHEMISTS

12. Determination
  - アーティスト - Edward（声 - 朴璐美）and THE ALCHEMISTS

## DVD / Blu-ray
本編のDVDおよびBlu-ray Discは2009年8月26日から2010年11月24日にかけて発売された。全16巻。アニプレックスから映像ソフトが発売される他作品のBlu-rayが基本的に完全生産限定版のみであるのに対し、本作品はDVDと同様に通常版でも発売されている。映像特典として、毎巻荒川弘描き下ろしの4コマ劇場を収録。第1巻、第5巻、第9巻、第13巻には外伝作品のアニメを収録。
| 巻数   | 発売日         | 映像特典 |
| ------ | -------------- | --- |
| 第1巻  | 2009年8月26日  | 未放送エピソード「盲目の錬金術師」 ハガレン4コマ劇場「鋼で錬金術師」「氷結さん」「国家錬金術師試験」                                |
| 第2巻  | 2009年9月30日  | ハガレン4コマ劇場「やりすぎ」「呪いの家」「自己紹介」「パーフェクト彼女」                                                           |
| 第3巻  | 2009年10月28日 | ハガレン4コマ劇場「神よ!!」「勝てる気がしない」「早く言ってよ」「マスタングがやばい」                                               |
| 第4巻  | 2009年11月25日 | ハガレン4コマ劇場「これで安心」「タダより高いものはない」「本能」「現地集合」                                                       |
| 第5巻  | 2009年12月23日 | 未放送エピソード「シンプルな人々」 ハガレン4コマ劇場「アイデンティティー」「恋は盲目」「燃えるゴミ」「好みです」                    |
| 第6巻  | 2010年1月27日  | ハガレン4コマ劇場「もじゃもじゃ」「鉄ちゃん」「マッハ!!!」「まぶたの父」                                                            |
| 第7巻  | 2010年2月24日  | ハガレン4コマ劇場「ところてん」「自慢の父」「▽III」「みちみち」                                                                     |
| 第8巻  | 2010年3月24日  | ハガレン4コマ劇場「よい子はマネすんなよ!」「食べざかり」「美しい思い出」「もえるごみ」                                              |
| 第9巻  | 2010年4月21日  | 未放送エピソード「師匠物語」「師匠初恋物語」 ハガレン4コマ劇場「ひとりでできるもん!」「おそろしい子…!!」「逃げて!!!」「大人の対応」 |
| 第10巻 | 2010年5月26日  | ハガレン4コマ劇場「あたたかいの」「キンブリー、うしろうしろー!!」「屈辱!!」「お天気お兄さん」                                       |
| 第11巻 | 2010年6月23日  | ハガレン4コマ劇場「とりかえしのつかないことに!!」「トイレにて」「なれそめ」「足なんてかざりです」                                   |
| 第12巻 | 2010年7月21日  | ハガレン4コマ劇場「死のせっぷん」「再会への道」「たのしいブラッドレイ一家」「地球にやさしいテロ」                                   |
| 第13巻 | 2010年8月25日  | 未放送エピソード「それもまた彼の戦場」 ハガレン4コマ劇場「出た!」「やればできる」「セリムを止めて」「レベッカさん」                 |
| 第14巻 | 2010年9月22日  | ハガレン4コマ劇場「前に出ろ!!」「帰るのめんどくせー」「ね・ら・い・う・ち☆」「コンビネーション」                                    |
| 第15巻 | 2010年10月27日 | ハガレン4コマ劇場「うちへおいでよ」「キラッ☆」「フーじいさん死す!!」「バッカニア死す!!」「君の名は」                                |
| 第16巻 | 2010年11月24日 | ハガレン4コマ劇場「神の力」「プライドの中の人」「史上最低の作戦」「オヤジィィィィィ!!」「流行最前線」                               |

### 4コマ劇場スタッフ
- 原作・絵コンテ - 荒川弘
- 絵コンテ・演出・作画・監督 - 森井ケンシロウ
- 音楽 - 千住明
- 音響監督 - 三間雅文
- プロデューサー - 黒須礼央
- 製作 - スクウェア・エニックス/ボンズ/アニプレックス

## ゲーム
鋼の錬金術師 FULLMETAL ALCHEMIST 暁の王子
Wii専用ソフト。2009年8月13日発売。原作16巻に繋がるストーリーとして制作された。ジャンルはアドベンチャーゲーム。
オープニングテーマは「ドラマ」。歌はシド。
鋼の錬金術師 FULLMETAL ALCHEMIST 黄昏の少女
Wii専用ソフト。2009年12月10日発売。『暁の王子』の続編。ジャンルはアクションアドベンチャー。
鋼の錬金術師 FULLMETAL ALCHEMIST 背中を託せし者
PSP専用ソフト。2009年10月15日発売。ジャンルはチーム錬金術バトル。
鋼の錬金術師 FULLMETAL ALCHEMIST 約束の日へ
PSP専用ソフト。2010年5月20日発売。ジャンルはRPG。
鋼の錬金術師 FULLMETAL ALCHEMIST
ソーシャルゲーム。DeNAとアニプレックスにより2011年6月28日配信開始。プラットフォームはMobage。
鋼の錬金術師 FULLMETAL ALCHEMIST THE CARD
ソーシャルゲーム。DeNAとイストピカにより2012年6月28日配信開始。プラットフォームはMobage。
鋼の錬金術師 MOBILE
iOS・Android専用ソフト。スクウェア・エニックスから2022年8月4日より配信。ジャンルはタクティカルRPG。

### Webアニメ
『鋼の錬金術師 FULLMETAL ALCHEMIST -暁の王子- 〜暁の王子から黄昏の少女へ〜』
『黄昏の少女』の発売を記念して、2009年12月1日よりYouTubeスクウェア・エニックスチャンネルで特別編集映像が限定配信された。『暁の王子』のアニメーションパートとゲームパートの再編集で構成されており、『黄昏の少女』冒頭へと続く内容になっている。
なお、このゲームでのイベントムービーを担当していた金田伊功はこれがゲームでの遺作となった。

## ネットラジオ
『鋼の錬金術師・ラジオFA宣言』のタイトルで音泉およびアニメイトTVにて隔週配信されている（バックナンバーなし）。パーソナリティはエドワード役の朴璐美とアルフォンス役の釘宮理恵。